# Adeline Bonaparte-Wyse
 (août 2024).
Adeline Bonaparte-Wyse est née 17 septembre 1838 à Waterford en Irlande, et morte le 7 juillet 1899 à Berck dans le Pas-de-Calais, à l'âge de 61 ans. Elle est la petite-fille de Lucien Bonaparte et d'Alexandrine de Bleschamp.

## Biographie
Adeline Bonaparte-Wyse est issue de la descendance de Lucien Bonaparte, frère de Napoléon, et de son union avec sa seconde épouse Alexandrine de Bleschamp. Sa mère Lætitia Bonaparte (1804-1871) épousa en 1821 le diplomate anglais Thomas Wyse (1791-1862) et eut avec lui deux enfants Napoléon Alfred Bonaparte-Wyse (1822-1895) et William Charles Bonaparte-Wyse (1826-1892), puis trois autres enfants avec John Hodgson Studholm, officier de l'armée britannique, son amant notoire : Marie-Lætitia Bonaparte-Wyse (1831-1902), poétesse et femme de lettres française, Adeline Bonaparte-Wyse (1838-1899) et Lucien Napoléon Bonaparte-Wyse (1844-1909), promoteur du canal de Panama,.
Adeline Bonaparte-Wyse parlait le français, l'anglais et l'italien.

## Anecdotes
Thomas Wyse savait que les trois derniers enfants de son épouse n'étaient pas de lui. Le couple avait des difficultés et s'est séparé en 1828 après sept ans de mariage. Les enfants nés au-delà de cette date sont ceux de John Hodgson Studholm. Dans son testament Thomas Wyse stipule que seuls Napoléon Alfred Bonaparte-Wyse et son frère William Charles Bonaparte-Wyse (1826-1892) sont les seuls enfants de Wyse. Il demanda pourtant à les reconnaître, de sorte que ces derniers portent son nom.

## Postérité

### Tombe
Malade, elle vient se soigner à l'hôpital Napoléon de Berck inauguré en 1869 par l'impératrice Eugénie. Elle meurt le 7 juillet 1899 et est enterrée à Berck,,.

### Mariage et descendance

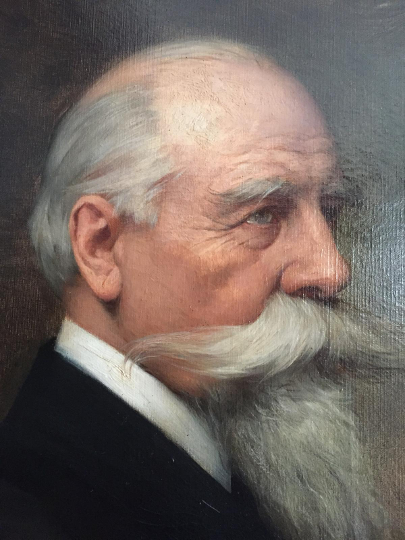
Portrait de István Türr exposé au musée István Türr de Baja (Hongrie).

Adeline Bonaparte-Wyse épouse à Mondovi le 11 septembre 1861 le général István Türr (1825-1908), militaire et ingénieur hongrois et donne naissance à un fils unique Raoul Türr (1865-1906).